# Transmutació de les espècies
«Transmutació de les espècies» és un terme utilitzat en la història de la biologia, per a descriure el canvi d'una espècie en una altra. La terminologia era habitualment utilitzada en temps predarwinians, en altres «hipòtesis del desenvolupament» (un dels termes utilitzats per Darwin) i en la teoria de gradació regular, utilitzada per William Chilton al periòdic The Oracle. «Transformació» és una altra paraula utilitzada, en aquest context, en lloc de «transmutació».
Els pensadors preevolucionistes dels segles xviii i xix hagueren de crear els termes per a expressar les seves idees, i la terminologia no quedà uniformitzada fins un temps després de la publicació de L'origen de les espècies. La paraula «evolució» fou un concepte posterior; se la pot trobar a l'obra del 1851 de Herbert Spencer Social Statistics i en una altra d'anterior, però no tingué ús estès fins entre els anys 1865 i 1870.